# 400'erne f.Kr.
Århundreder: 6. århundrede f.Kr. – 5. århundrede f.Kr. – 4. århundrede f.Kr.
Årtier: 450'erne f.Kr. 440'erne f.Kr. 430'erne f.Kr. 420'erne f.Kr. 410'erne f.Kr. – 400'erne f.Kr. – 390'erne f.Kr. 380'erne f.Kr. 370'erne f.Kr. 360'erne f.Kr. 350'erne f.Kr.
År: 409 f.Kr. 408 f.Kr. 407 f.Kr. 406 f.Kr. 405 f.Kr. 404 f.Kr. 403 f.Kr. 402 f.Kr. 401 f.Kr. 400 f.Kr.